# Niakara
Niakara je česká metalová skupina založená v roce 2023 bývalým baskytaristou Arakainu Zdeňkem Kubem. Další členové kapely jsou zpěvák Mayo Petranin, bubeník Pavel Kubát a kytaristi Petr Voháňka a Martin Pavlíček.

## Historie
V květnu 2023 Zdeněk Kub oznámil svůj hudební projekt s názvem Niakara. Ten mají tvořit jeho skladby, které složil pro Arakain, ale jež byly na koncertech skupiny hrány jen zřídka, anebo nikdy. Následně uvedl, že skupina nebude vydávat alba, ale pouze singly nebo alba EP.
Koncem dubna 2023, před oznámením nového hudebního projektu, skupina vydala svůj první singl „Zlatá generace“, kterou Kub složil původně pro Arakain.
V červnu 2023 skupina vydala druhý singl „Kruhy v obilí“, který napsal Zdeněk Kub pro Arakain na album Arakadabra a skladbu upravil do vlastní podoby.
Skupina měla své debutové vystoupení 19. července 2023 na festivalu Rock of Sadská.
Dne 17. října 2023 zahráli v pražském hudebním klubu Futurum, kde vystoupili i známý hosté Vilém Čok, Honza Kirk Běhunek a Aleš Brichta.
12. července 2024 skupina na sociálních sítích oznámila koncert v klubu Majestic Music Club v Bratislavě jako předkapela pro kapelu Exodus.
Dne 11. října 2024 zahráli v pražském hudebním klubu Futurum, kde pokřtili své první EP Anunnaki a vystoupili i známý hosté Marek "Ashok" Šmerda, Miloš "Dodo" Doležal a Petr Kolář.

## Členové
- Mayo Petranin – zpěv (2023–dosud)
- Zdeněk Kub – baskytara (2023–dosud)
- Petr Voháňka – kytary (2023–dosud)
- Pavel Kubát – bicí (2023–dosud)
- Martin Pavlíček – kytary (2023–dosud)

## Singly
- Zlatá generace (duben 2023)
- Kruhy v obilí (červen 2023)
- Anunnaki (říjen 2024)